# Viñuelas
Viñuelas è un comune spagnolo di 151 abitanti situato nella comunità autonoma di Castiglia-La Mancia.